# Rheinhessischer Jakobsweg
Der Rheinhessische Jakobsweg ist ein Pilgerweg und der rheinhessische Abschnitt eines der europäischen Jakobswege, die in die nordwestspanische Wallfahrtsstadt Santiago de Compostela führen. Dort soll nach christlicher Überlieferung der Apostel Jakobus der Ältere (span. Santiago) begraben sein.

## Geschichte
Ob die heutige Wegstrecke von Bingen am Rhein nach Worms früher von Jakobspilgern genutzt wurde, ist nicht bekannt. Belegt ist hingegen eine ähnliche Wegstrecke, die für die Aachenwallfahrt von Worms nach Bingen am Rhein genutzt wurde. Diese umfasste folgende Orte bzw. deren Gemarkungen: Worms, Hochheim, Herrnsheim, Abenheim, Westhofen, Bechtheim, Heßloch, Dittelsheim, Gau-Odernheim, Bechtolsheim, Biebelnheim, Wörrstadt, Sulzheim, Vendersheim, Wolfsheim, Ober-Hilbersheim, Aspisheim, Dromersheim, Dietersheim, Büdesheim und Bingen am Rhein.
Eine ähnliche Wegstrecke von Bingen am Rhein nach Worms wurde von Flößern (Flößerei#Rhein, Neckar und Nebenflüsse) und Treidlern als Rückwegsabkürzung für das bei Mainz befindliche Rheinknie benutzt. Wilhelm Hoffmann schrieb 1932 in seinem Buch über die Rheinhessische Volkskunde:

„An uralte christliche Gottesverehrung erinnern der durch die ganze Provinz von Worms nach Bingen sich hinziehende „Pilgerpfad“, dem in Westhofen auch ein „Pilgerborn“ zur Seite steht, eine dortige Gewann „Wüstenkirchen“, anderweitige „Kirchwege“ und „Kirchwegsgewannen“, für deren Namensberechtigung jede Überlieferung fehlt, der „Totenweg“ zur verschwundenen Peterskirche, der Muttergotteskirche von Stadecken, die die siebente in der Christenheit gewesen sein soll.“

## Markierungszeichen
Der rheinhessische Abschnitt des Jakobsweg wird durch eine goldene Jakobsmuschel im Sternenkranz auf blauem Grund beschildert. Der Sternenkranz erinnert mit seinen zwölf Sternen an die Europaflagge, die Sterne sind im Gegensatz dazu aber sechszackig.

## Streckenverlauf
Der Streckenverlauf von Bingen nach Worms wurde seit 2005 in mehreren Teiletappen bzw. -strecken eröffnet. Der letzte Lückenschluss wurde am 3. Mai 2009 vollzogen. Neben der direkten Hauptroute gibt es zwei Alternativrouten und eine Schleife, die die Route um weitere Sehenswürdigkeiten ergänzen.

### Hauptstrecke
Der Pilgerweg beginnt in Bingen am Rhein an der Burg Klopp und führt über den Rochusberg nach Ockenheim vorbei am Kloster Jakobsberg, Laurenziberg und Appenheim, nach Nieder- und Ober-Hilbersheim. Danach hat man die Wahl entweder über Wolfsheim oder über eine Schleife über St. Johann nach Vendersheim zu gelangen. Kurz vor Wolfsheim hat man ebenfalls die Gelegenheit auf die Alternativroute 1 auszuweichen. Von Vendersheim geht es weiter Richtung Sulzheim. Kurz vor dem Ort besteht die Möglichkeit, die Hauptstrecke zu verlassen und die Alternativroute 2 einzuschlagen. Die Hauptroute biegt kurz vor Sulzheim ab und führt direkt durch Wörrstadt hindurch nach Spiesheim. Von dort geht es weiter nach Biebelnheim. Von Biebelnheim aus kann man einen Abstecher nach Albig machen oder direkt nach Framersheim weiterwandern. Alternativ bietet sich aber auch an, in Biebelnheim den Pilgerweg zu verlassen und am Heimersheimer Bach in das benachbarte Bechtolsheim zu wandern, um dort in die Alternativroute 1 einzusteigen und über Gau-Odernheim/Gau-Köngernheim nach Framersheim zu gelangen. Ab Framersheim gibt es keine ausgewiesenen Alternativrouten und Schleifen mehr und die Hauptstrecke führt weiter über Dittelsheim-Heßloch, Bechtheim, Westhofen, Osthofen, Worms-Abenheim, Worms-Herrnsheim nach Worms, wo der Wormser Dom das Ziel des Pilgerweges darstellt.

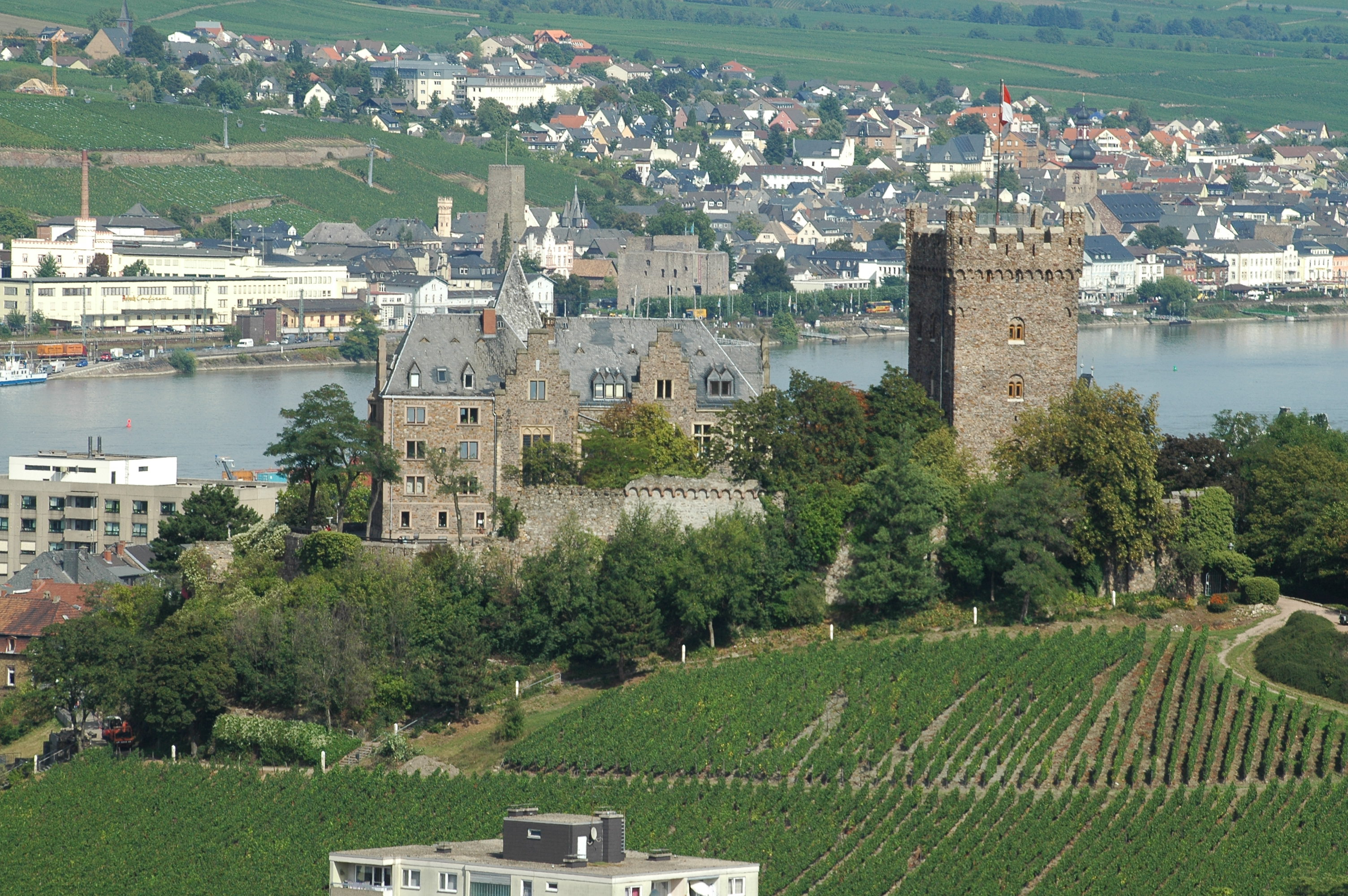
Beginn in Bingen am Rhein an der Burg Klopp
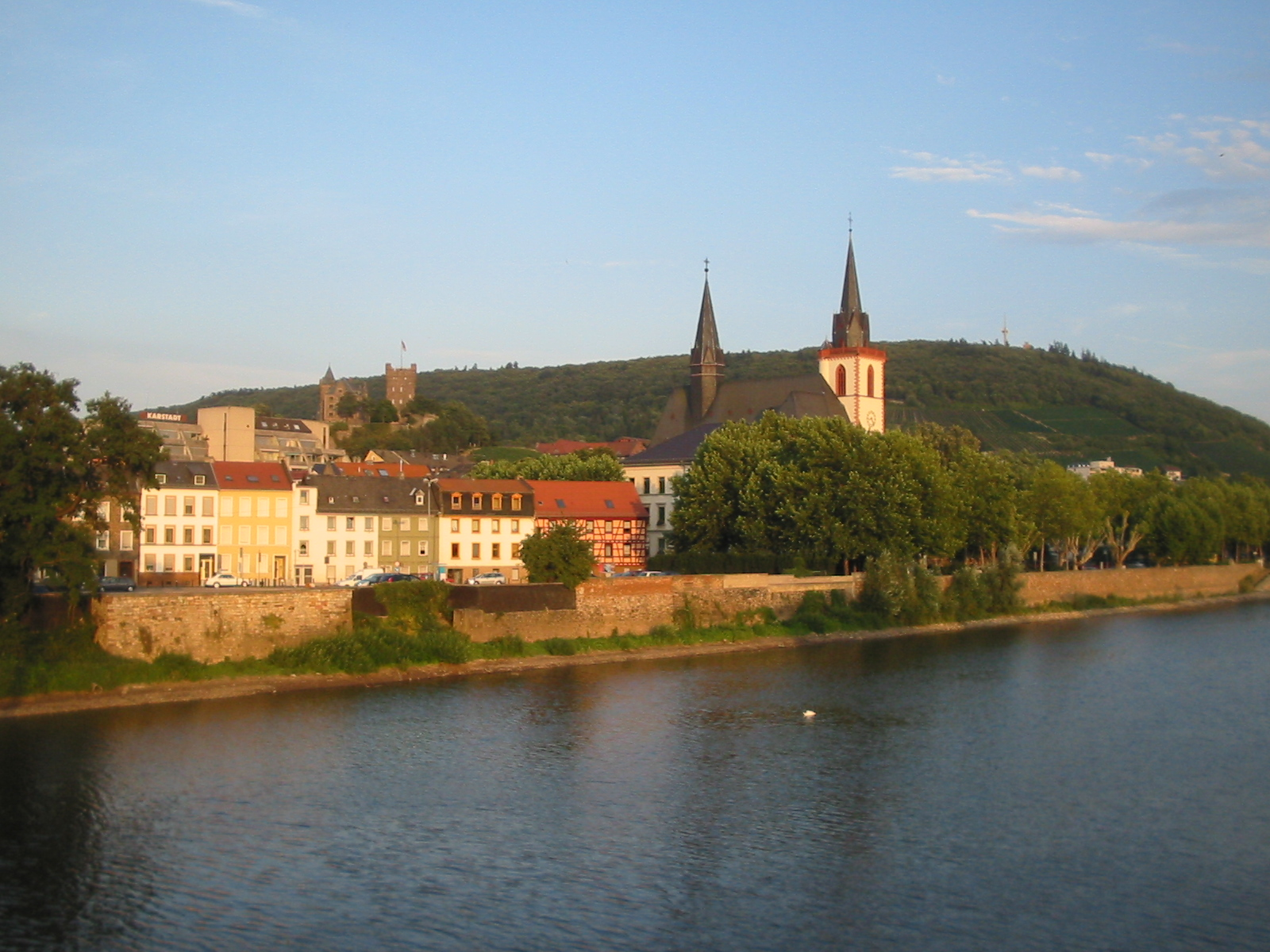
Rochusberg
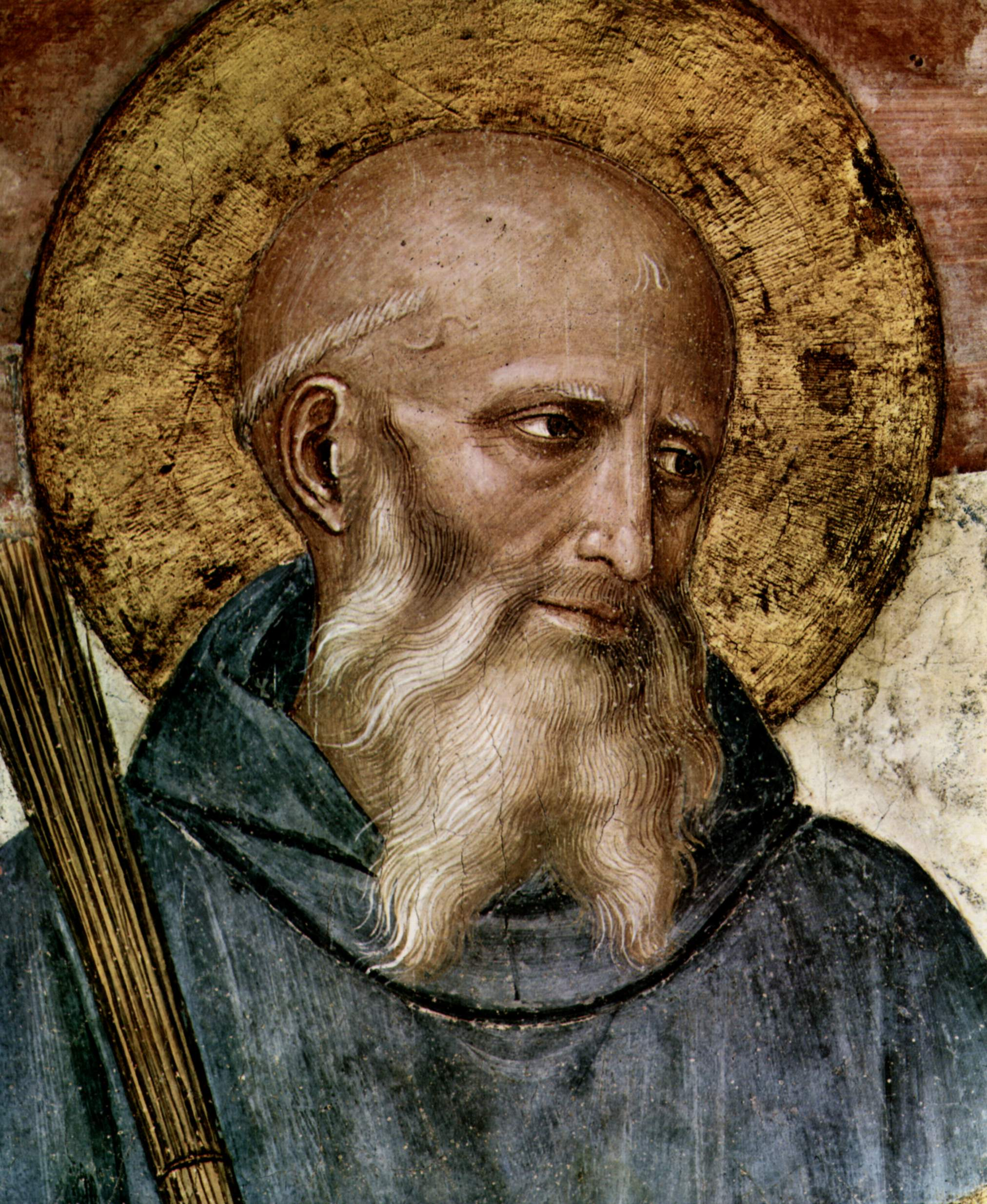
Kloster Jakobsberg
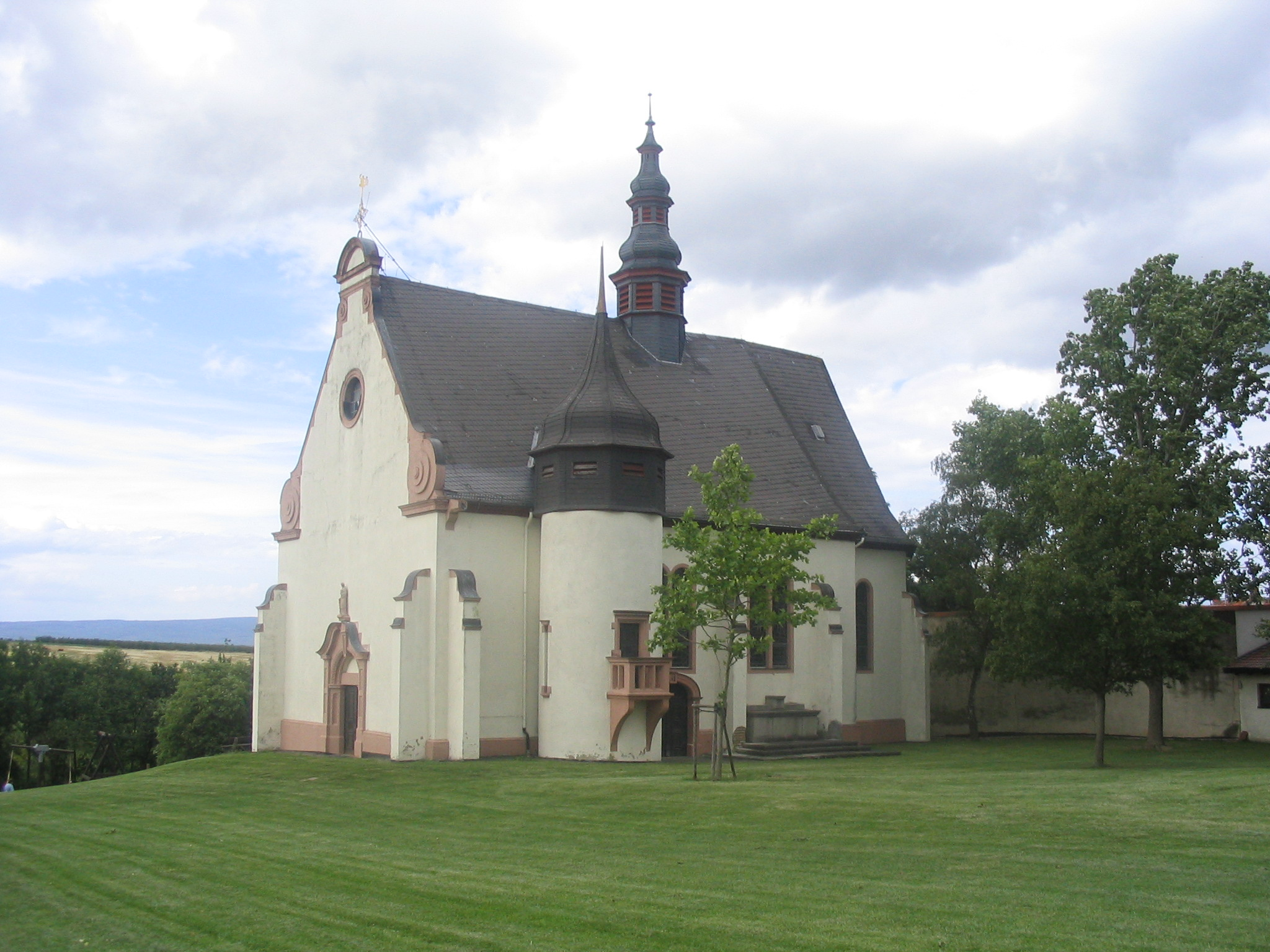
Gau-Algesheim und der Laurenziberg
Sulzheim ist der einzige Ort an der Wegstrecke, der die Jakobsmuschel im Wappen hat.
Wörrstadt
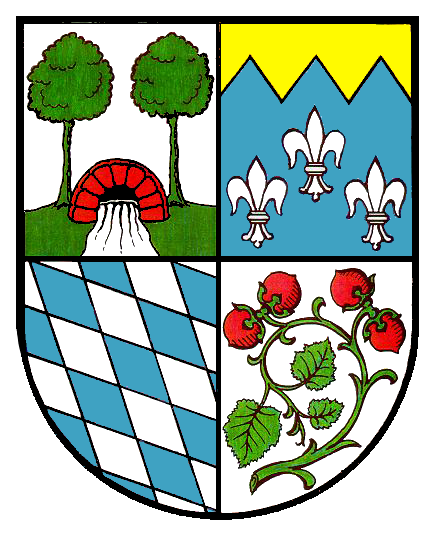
Dittelsheim-Heßloch im Wonnegau
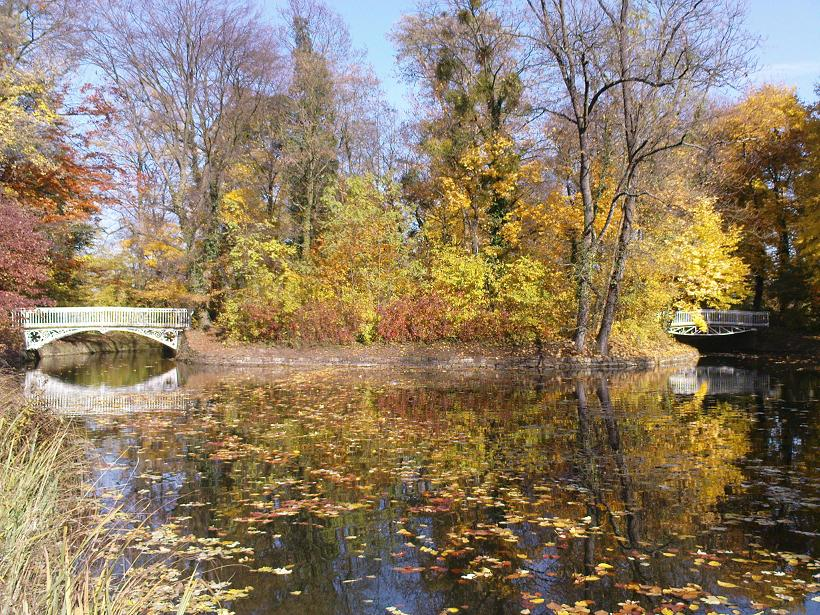
Worms-Herrnsheim und sein Schloss
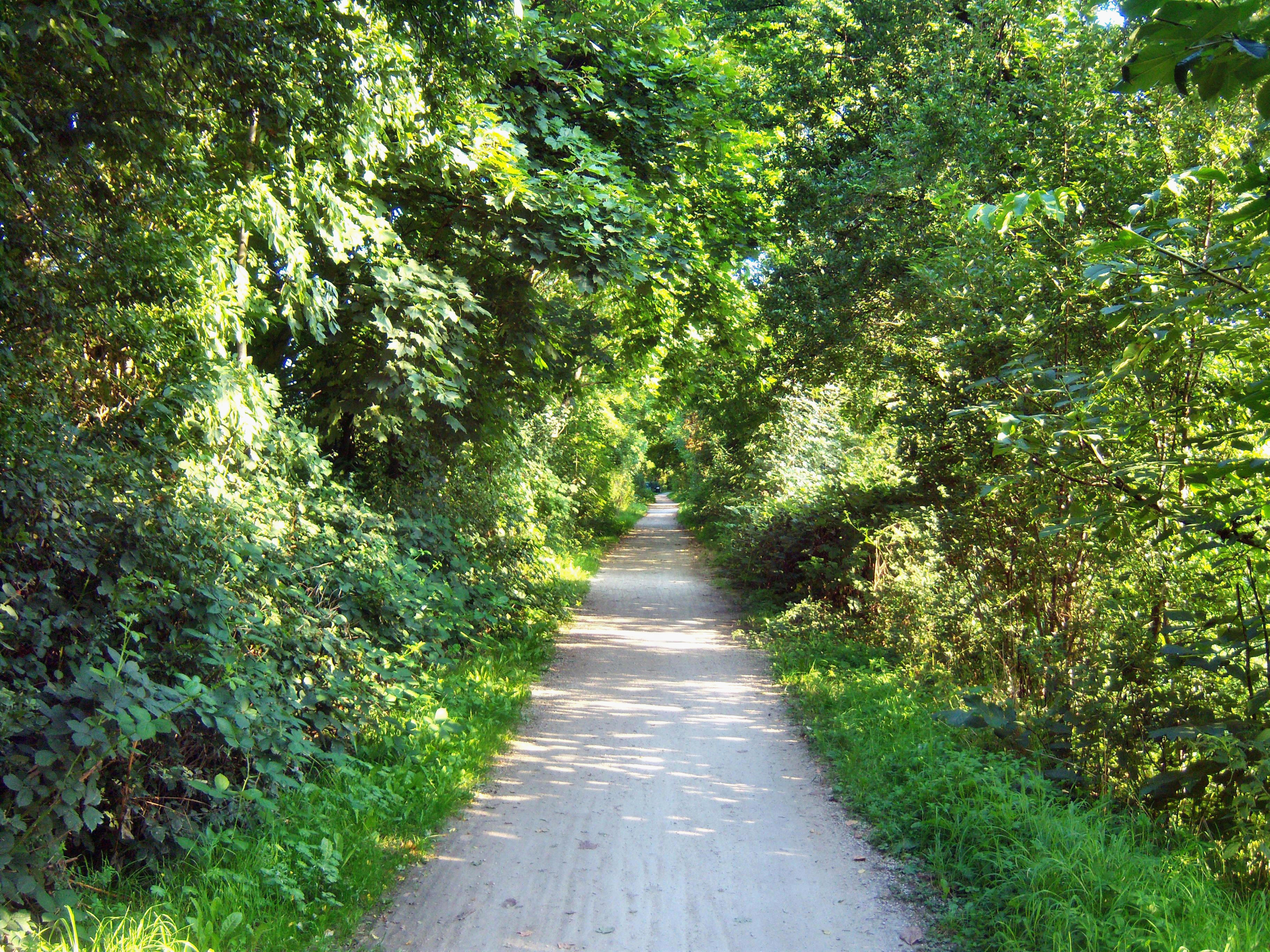
Ehemalige Bahnstrecke Worms–Gundheim
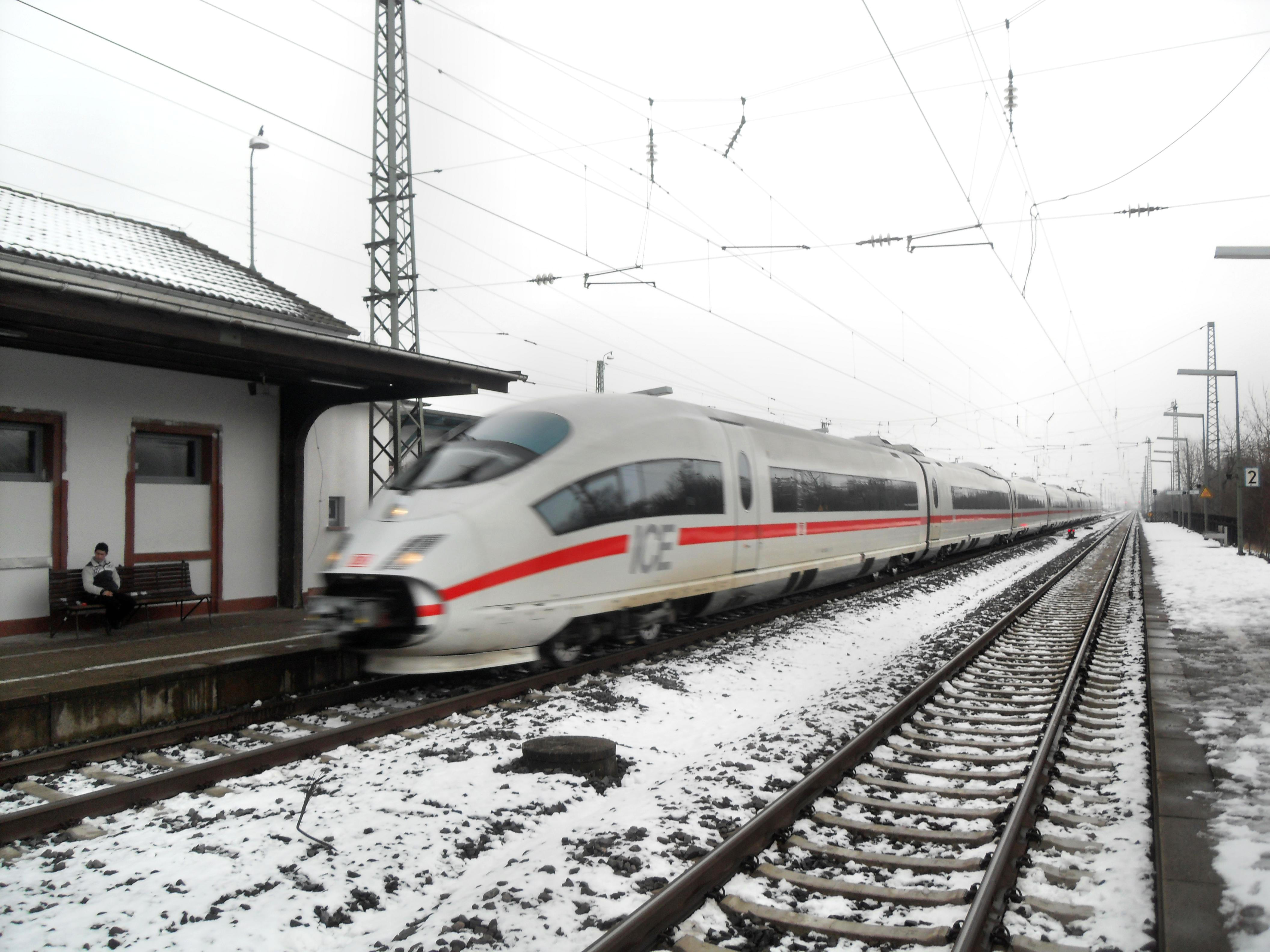
Bahnstrecke Mainz–Ludwigshafen
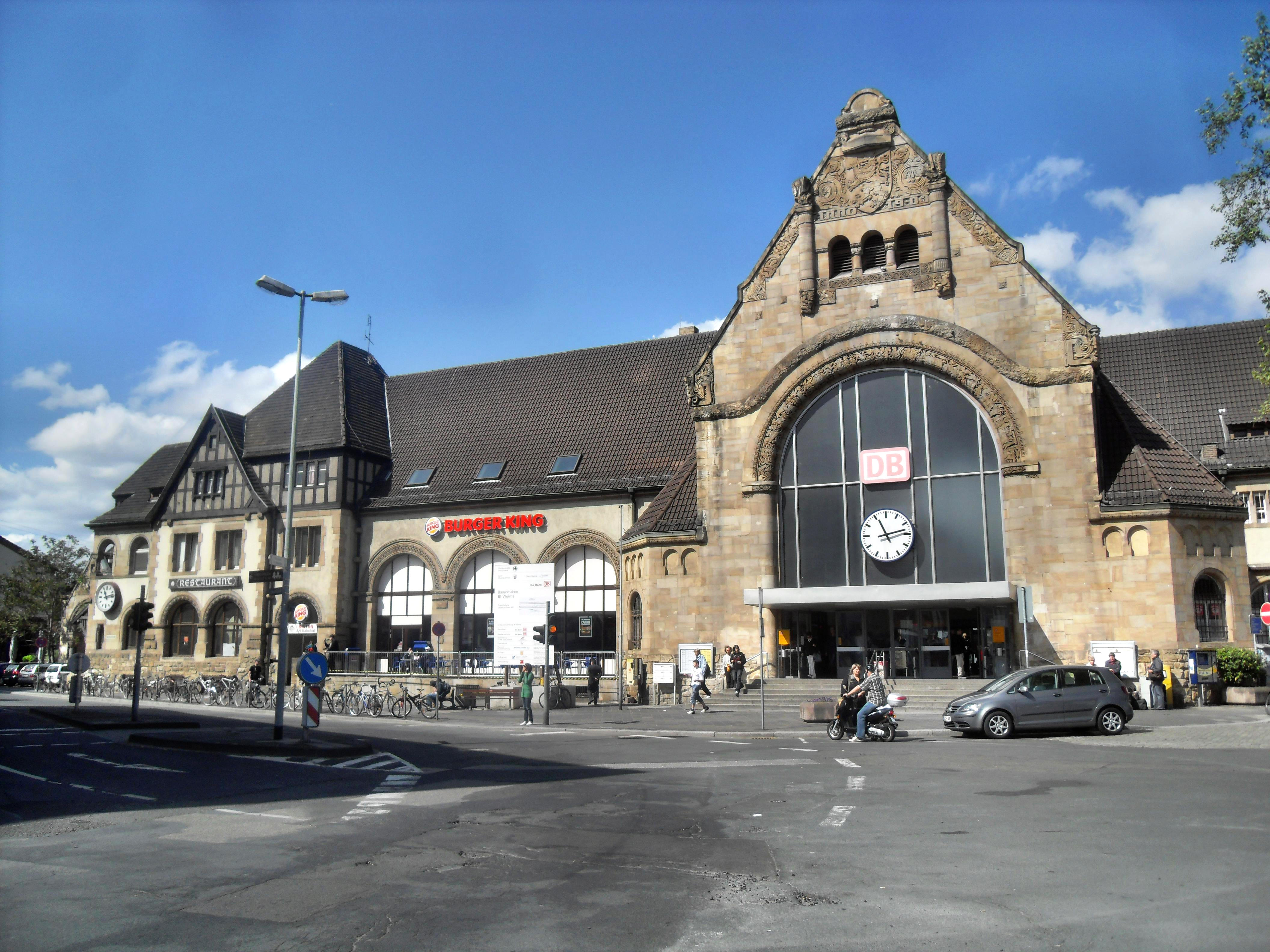
Wormser Hauptbahnhof
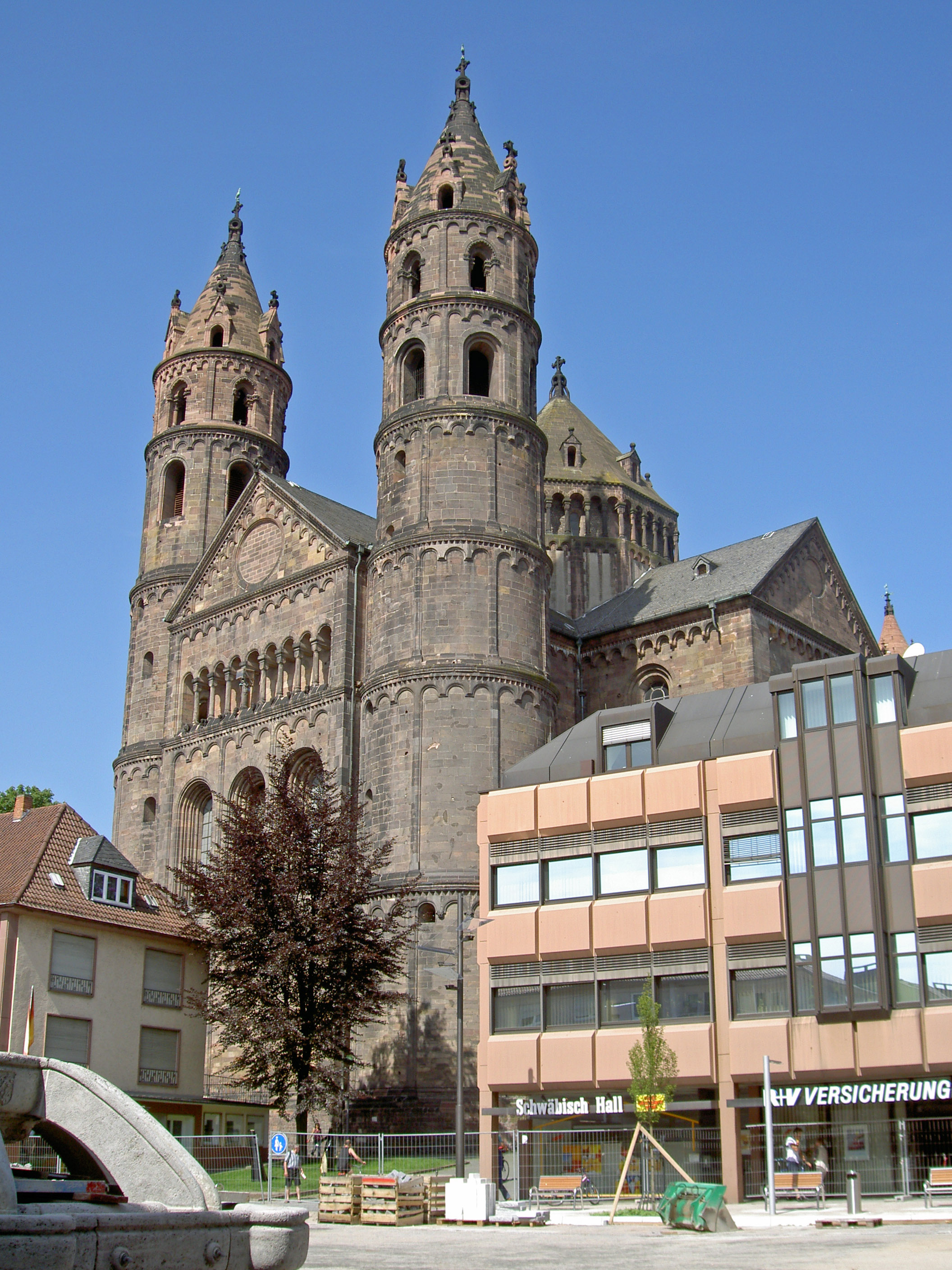
Ende des Rheinhessischen Jakobswegs in Worms am Wormser Dom

### Alternativroute 1
Die erste Alternativroute beginnt kurz vor Wolfsheim und führt über Partenheim und Saulheim nach Udenheim. An der dortigen Bergkirche geht es weiter nach Schornsheim. Dort befindet sich ein Brunnen, der der Heiligen Lioba von Tauberbischofsheim gewidmet ist. Von hier aus geht es weiter zum geografischen Mittelpunkt von Rheinhessen nach Gabsheim. Von hier aus kann man auch schon den übernächsten Streckenpunkt, den Petersberg, erkennen. Vorher kommt man noch durch Bechtolsheim mit der Simultankirche Bechtolsheim vorbei. Vom Petersberg hat man einen weiten Blick über das Rheinhessische Hügelland und kann fast die Anfangs- und Endpunkte des Pilgerwegs erkennen. Von nun an geht es abwärts nach Gau-Odernheim, vorbei an der dortigen Simultankirche Gau-Odernheim. Anschließend führt der Weg weiter nach Gau-Köngernheim. In Framersheim endet die Alternativroute und es folgt der Anschluss an die Hauptroute.

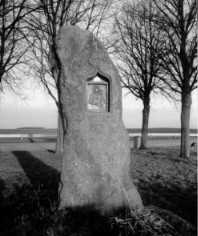
Saulheim und sein Langer Stein
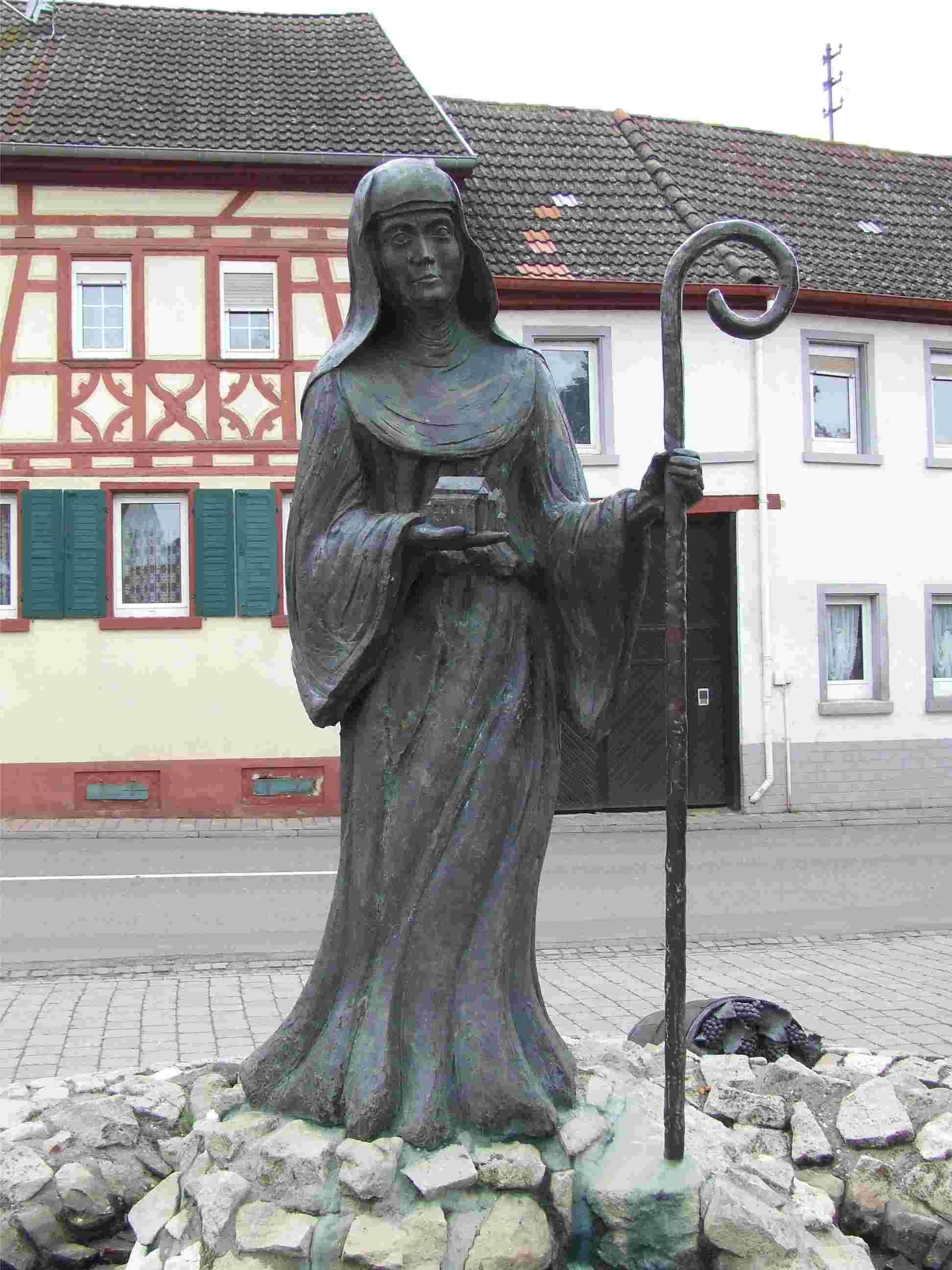
Liobabrunnen in Schornsheim
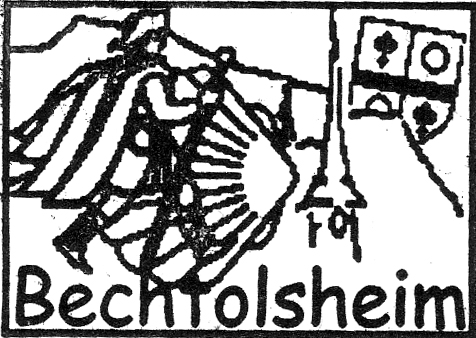
Pilgerstempel von Bechtolsheim mit Glockenturm
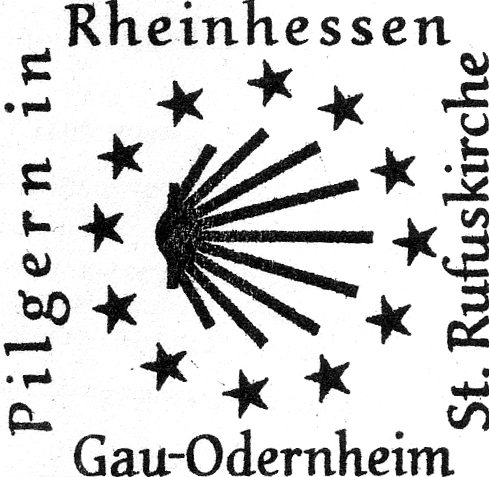
Pilgerstempel von Gau-Odernheim und seine St. Rufuskirche

### Alternativroute 2
Die zweite Alternativroute beginnt nach der Hauptstrecke von Vendersheim kommend kurz vor Sulzheim und führt durch den Wörrstädter Stadtteil Rommersheim über Ensheim, um in Spiesheim wieder Anschluss an die Hauptroute zu bekommen.

## Veranstaltungen
Die Jakobusgesellschaft und einzelne Ortsgemeinden an der Pilgerstrecke veranstalten über das gesamte Jahr hinweg eigene Veranstaltungen rund um das Jakobuspilgern, wie beispielsweise kulinarische Pilgervespern, Pilgergottesdienste und vieles weitere mehr. Einmal im Jahr findet am ersten Sonntag im Mai ein Pilgerwegfest entlang des Jakobsweges in einigen rheinhessischen Gemeinden statt.